# إبراهام واشنطن
إبراهام واشنطن (بالإنجليزية: Abraham Washington)‏ هو مصارع محترف أمريكي، ولد في 4 يوليو 1977 في واشنطن العاصمة في الولايات المتحدة.

## روابط خارجية
- إبراهام واشنطن على موقع WrestlingData.com (الإنجليزية)
- إبراهام واشنطن على موقع CageMatch worker (الإنجليزية)
- إبراهام واشنطن على موقع قاعدة بيانات المصارعة على الإنترنت (الإنجليزية)
- إبراهام واشنطن على موقع عالم المصارعة على الإنترنت (الإنجليزية)